# Gabinet De Blochausen
El Gabinet De Blochausen va formar el govern de Luxemburg del 26 de desembre de 1874 al 20 de febrer de 1885. Fou dirigit pel baró Félix de Blochausen.

## Composició

### 26 de desembre de 1874 a 6 d'agost de 1878
- Félix de Blochausen: Ministre d'Estat, Cap de govern, Director General d'Afers Exteriors
- Nicolas Salentiny: Director General de l'Interior
- Victor de Roebe: Director General d'Obres Públiques
- Alphonse Funck: Director General de Justícia

### 6 d'agost de 1878 a 21 de setembre de 1882
- Félix de Blochausen: Ministre d'Estat, Cap de govern, Director General d'Afers Exteriors
- Victor de Roebe: Director General de Finances
- Paul Eyschen: Director General de Justícia
- Henri Kirpach: Director General de l'Interior

### 21 de setembre a 12 d'octubre de 1882
- Félix de Blochausen: Ministre d'Estat, Cap de govern, Director General d'Afers Exteriors i temporalment de Finances
- Paul Eyschen: Director General de Justícia
- Henri Kirpach: Director General de l'Interior

### 12 d'octubre de 1882 a 20 de febrer de 1885
- Félix de Blochausen: Ministre d'Estat, Cap de govern, Director General d'Afers Exteriors
- Paul Eyschen: Director General de Justícia
- Henri Kirpach: Director General de l'Interior
- Mathias Mongenast: Director General de Finances

## Política exterior
Encara que la dissolució de la Confederació Alemanya, i la neutralitat de Luxemburg de conformitat amb l'estipulat al Tractat de Londres va proporcionar la independència política del Gran Ducat pel que fa a Alemanya, el país va entrar més a l'Imperi Alemany en l'òrbita econòmica a través de la Zollverein. Malgrat aquesta creixent dependència, Luxemburg no va participar en les deliberacions de la Zollverein, i no tenia cap influència en la política duanera. El govern va prendre mesures perquè poguessin estar en la presa de decisions. Félix de Blochausen va suggerir a Guillem III proposar al govern alemany que admetés un representant luxemburguès en el Bundesrat, i que pogués votar en assumptes duaners. Malgrat l'actitud aparentment favorable del canceller alemany Otto von Bismarck, l'acció va fracassar en vista de la resistència dels altres signants del Tractat de Londres, qui ho van considerar com incompatible amb la neutralitat de Luxemburg.

## Política interior
El gabinet De Blochausen va abordar la reforma del sistema de justícia penal. El codi penal del moment, datava de 1810, i ja no s'adaptava a les necessitats de l'època. Hi havia dos models disponibles per als reformadors luxemburguesos: el codi alemany de 1870, o el codi belga de 1867. En el seu informe al príncep Enric en 1875, el director general de la justícia Alphonse Funck va recomanar l'adopció del model belga: «La nostra constitució, o les més importants lleis socials i polítiques van ser extretes de la legislació belga, les nostres idees i les nostres necessitats són similars als dels nostres veïns a l'Occident [...]». El codi penal belga es va introduir finalment a Luxemburg el 1879 amb algunes adaptacions. Això va eliminar les exageracions de les teories penals fundades exclusivament en la reparació i la utilitat, i va concedir un lloc més important a les circumstàncies atenuants.
El gabinet De Blochausen va promulgar importants reformes a l'educació primària. La llei Kirpach del 20 d'abril de 1881 va fer l'escolarització obligatòria per als nens entre les edats de 6 i 12. L'absentisme a l'escola estava particularment estesa ea les zones rurals, on els nens treballaven en les granges. La reforma va donar lloc a intensos debats sobre el paper de l'Estat en la societat, i les relacions entre Església i Estat. La Constitució va encomanar un sistema unitari de les escoles públiques. S'especificava el deure de l'Estat d'organitzar l'ensenyament. L'Església per la seva part, conservava el dret a participar en l'educació, en certa manera, com a rectors eren automàticament membres de la comissió local de l'escola, i la mestra sota la seva vigilància.

## Política econòmica
Als debats parlamentaris que van tenir lloc després de la fallida de la Banque nationale, el director general (ministre) Paul Eyschen va defensar el govern en aquests termes: «Sense el Baró de Blochausen […] prop de dos terços del país mai no haurien tingut els ferrocarrils que entrecreuen el país avui dia. Tampoc hem tingut dificultats en la realització de millores considerables i nombroses a l'agricultura, mitjançant l'ampliació de la xarxa de ferrocarrils locals, mitjançant la reforma de la ramaderia, mitjançant la creació d'una escola agrícola, millorant el perfeccionament de les obres hidràuliques». Sota l'imperi De Blochausen i Eyschen, l'empresa encarregada de la creació d'una línia fèrria es va realitzar gràcies a la creació de la Société Anonyme luxembourgeoise des Chemins de fer et Minières Prince-Henri el 1877. L'any 1880, la xarxa ferroviària va arribar a 140 km. A partir d'aquesta data, les línies fèrries de via estreta van començar a construir-se, el que va fer les zones rurals del país accessibles i testimoni del progrès als ulls de la població.